# Реймонд (Вісконсин)
Реймонд (англ. Raymond) — місто (англ. town) в США, в окрузі Расін штату Вісконсин. Населення — 3870 осіб (2010).

## Демографія
Згідно з переписом 2010 року, у місті мешкало 3870 осіб у 1417 домогосподарствах у складі 1121 родини. Було 1476 помешкань
Расовий склад населення:
| - 96,8 % — білих - 0,7 % — азіатів - 0,6 % — корінних американців - 0,4 % — чорних або афроамериканців |

До двох чи більше рас належало 0,8 %. Частка іспаномовних становила 3,1 % від усіх жителів.
За віковим діапазоном населення розподілялося таким чином: 23,7 % — особи молодші 18 років, 62,6 % — особи у віці 18—64 років, 13,7 % — особи у віці 65 років та старші. Медіана віку мешканця становила 44,2 року. На 100 осіб жіночої статі у місті припадало 106,4 чоловіків;  на 100 жінок у віці від 18 років та старших — 104,7 чоловіків також старших 18 років.
Середній дохід на одне домашнє господарство  становив 82 310 доларів США (медіана — 69 458), а середній дохід на одну сім'ю — 98 118 доларів (медіана — 80 086). Медіана доходів становила 55 720 доларів для чоловіків та 46 461 долар для жінок. За межею бідності перебувало 4,8 % осіб, у тому числі 0,7 % дітей у віці до 18 років та 9,1 % осіб у віці 65 років та старших.
Цивільне працевлаштоване населення становило 1999 осіб. Основні галузі зайнятості: освіта, охорона здоров'я та соціальна допомога — 23,6 %, виробництво — 21,6 %, роздрібна торгівля — 11,4 %, науковці, спеціалісти, менеджери — 11,1 %.